# Пас, Иполито Хесус
Иполито Хесус Пас (исп. Hipólito Jesús Paz; 9 января 1917, Буэнос-Айрес, Аргентина — 16 июня 2013, там же) — аргентинский государственный деятель и дипломат, министр иностранных дел (1949—1951).

## Биография
Вырос в обеспеченной семье, получил католическое образование. В 1940 г. с отличием окончил факультет права и социальных наук Университета Буэнос-Айреса. Был назначен доцентом кафедры уголовного права и членом Консультативного комитета Аргентинского Центра международных отношений.
- 1949—1951 гг. — министр иностранных дел Аргентины,
- 1951—1955 гг. — посол в США, в 1952 г. возглавлял делегацию Аргентины на заседании Генеральной Ассамблеи ООН в Париже,
- 1955—1958 гг. — после свержения президента Перона военной хунтой во главе с Эдуардо Лонарди находился в эмиграции,
- 1975 г. — юридический консультант банка Аргентины,
- 1985—1990 гг. — посол в Греции,
- 1990—1992 гг. — посол в Португалии.

Автор нескольких литературных произведений и автобиографии, публицист.